# Copa do Mundo de Futsal de 1992
A Copa do Mundo de Futsal da FIFA de 1992 foi disputada em Hong Kong entre 15 de novembro e 28 de novembro. Foi a segunda edição do campeonato mundial organizado pela FIFA.
Brasil foi campeão do torneio derrotando os Estados Unidos na final, conquistando o bicampeonato.

## Primeira fase

### Grupo A
| Equipe    | PT | J | V | E | D | GP | GC |
| --------- | -- | - | - | - | - | -- | -- |
| Argentina | 9  | 3 | 3 | 0 | 0 | 11 | 5  |
| Polónia   | 6  | 3 | 2 | 0 | 1 | 11 | 9  |
| Hong Kong | 3  | 3 | 1 | 0 | 2 | 7  | 7  |
| Nigéria   | 0  | 3 | 0 | 0 | 3 | 7  | 15 |

| 15 de novembro de 1992 17.00 h | Hong Kong | 2 – 4 | Polónia | Público: Árbitro: |
|                                |           |       |         |                   |

| 15 de novembro de 1992 15.00 h | Argentina | 6 – 2 | Nigéria | Público: Árbitro: |
|                                |           |       |         |                   |

| 17 de novembro de 1992 20.30 h | Hong Kong | 1 – 2 | Argentina | Público: Árbitro: |
|                                |           |       |           |                   |

| 17 de novembro de 1992 18.30 h | Polónia | 5 – 4 | Nigéria | Público: Árbitro: |
|                                |         |       |         |                   |

| 20 de novembro de 1992 20.30 h | Hong Kong | 4 – 1 | Nigéria | Público: Árbitro: |
|                                |           |       |         |                   |

| 20 de novembro de 1992 20.30 h | Polónia | 2 – 3 | Argentina | Público: Árbitro: |
|                                |         |       |           |                   |

### Grupo B
| Equipe        | PT | J | V | E | D | GP | GC |
| ------------- | -- | - | - | - | - | -- | -- |
| Irão          | 6  | 3 | 2 | 0 | 1 | 18 | 13 |
| Países Baixos | 6  | 3 | 2 | 0 | 1 | 7  | 7  |
| Itália        | 3  | 3 | 1 | 0 | 2 | 15 | 16 |
| Paraguai      | 3  | 3 | 1 | 0 | 2 | 14 | 18 |

| 16 de novembro de 1992 18.30 h | Países Baixos | 2 – 1 | Irão | Público: Árbitro: |
|                                |               |       |      |                   |

| 16 de novembro de 1992 20.30 h | Paraguai | 5 – 7 | Itália | Público: Árbitro: |
|                                |          |       |        |                   |

| 18 de novembro de 1992 20.30 h | Paraguai | 3 – 1 | Países Baixos | Público: Árbitro: |
|                                |          |       |               |                   |

| 18 de novembro de 1992 18.30 h | Irão | 7 – 5 | Itália | Público: Árbitro: |
|                                |      |       |        |                   |

| 20 de novembro de 1992 18.30 h | Países Baixos | 4 – 3 | Itália | Público: Árbitro: |
|                                |               |       |        |                   |

| 20 de novembro de 1992 18.30 h | Irão | 10 – 6 | Paraguai | Público: Árbitro: |
|                                |      |        |          |                   |

### Grupo C
| Equipe     | PT | J | V | E | D | GP | GC |
| ---------- | -- | - | - | - | - | -- | -- |
| Brasil     | 9  | 3 | 3 | 0 | 0 | 23 | 1  |
| Bélgica    | 6  | 3 | 2 | 0 | 1 | 8  | 8  |
| Austrália  | 3  | 3 | 1 | 0 | 2 | 9  | 11 |
| Costa Rica | 0  | 3 | 0 | 0 | 3 | 9  | 29 |

| 16 de novembro de 1992 20.30 h | Brasil | 3 – 0 | Austrália | Público: Árbitro: |
|                                |        |       |           |                   |

| 16 de novembro de 1992 20.30 h | Costa Rica | 2 – 6 | Bélgica | Público: Árbitro: |
|                                |            |       |         |                   |

| 19 de novembro de 1992 20.30 h | Brasil | 15 – 1 | Costa Rica | Público: Árbitro: |
|                                |        |        |            |                   |

| 19 de novembro de 1992 18.30 h | Austrália | 1 – 2 | Bélgica | Público: Árbitro: |
|                                |           |       |         |                   |

| 21 de novembro de 1992 18.30 h | Brasil | 5 – 0 | Bélgica | Público: Árbitro: |
|                                |        |       |         |                   |

| 21 de novembro de 1992 18.30 h | Austrália | 8 – 6 | Costa Rica | Público: Árbitro: |
|                                |           |       |            |                   |

### Grupo D
| Equipe         | PT | J | V | E | D | GP | GC |
| -------------- | -- | - | - | - | - | -- | -- |
| Espanha        | 7  | 3 | 2 | 1 | 0 | 18 | 15 |
| Estados Unidos | 6  | 3 | 2 | 0 | 1 | 18 | 9  |
| Rússia         | 4  | 3 | 1 | 1 | 1 | 20 | 16 |
| China          | 0  | 3 | 0 | 0 | 3 | 7  | 23 |

| 17 de novembro de 1992 18.30 h | China | 5 – 6 | Espanha | Público: Árbitro: |
|                                |       |       |         |                   |

| 17 de novembro de 1992 20.30 h | Rússia | 3 – 8 | Estados Unidos | Público: Árbitro: |
|                                |        |       |                |                   |

| 19 de novembro de 1992 20.30 h | Rússia | 10 – 1 | China | Público: Árbitro: |
|                                |        |        |       |                   |

| 19 de novembro de 1992 18.30 h | Espanha | 5 – 3 | Estados Unidos | Público: Árbitro: |
|                                |         |       |                |                   |

| 21 de novembro de 1992 20.30 h | China | 1 – 7 | Estados Unidos | Público: Árbitro: |
|                                |       |       |                |                   |

| 21 de novembro de 1992 20.30 h | Espanha | 7 – 7 | Rússia | Público: Árbitro: |
|                                |         |       |        |                   |

## Segunda fase
(23 de novembro - 25 de novembro)

### Grupo E
| Equipe         | PT | J | V | E | D | GP | GC |
| -------------- | -- | - | - | - | - | -- | -- |
| Brasil         | 7  | 3 | 2 | 1 | 0 | 13 | 4  |
| Estados Unidos | 5  | 3 | 1 | 2 | 0 | 11 | 8  |
| Países Baixos  | 4  | 3 | 1 | 1 | 1 | 8  | 10 |
| Argentina      | 0  | 3 | 0 | 0 | 3 | 5  | 15 |

| 23 de novembro de 1992 18.30 h | Argentina | 1 – 4 | Países Baixos | Público: Árbitro: |
|                                |           |       |               |                   |

| 23 de novembro de 1992 20.30 h | Brasil | 2 – 2 | Estados Unidos | Público: Árbitro: |
|                                |        |       |                |                   |

| 24 de novembro de 1992 20.30 h | Argentina | 1 – 5 | Brasil | Público: Árbitro: |
|                                |           |       |        |                   |

| 24 de novembro de 1992 20.30 h | Países Baixos | 3 – 3 | Estados Unidos | Público: Árbitro: |
|                                |               |       |                |                   |

| 25 de novembro de 1992 20.30 h | Argentina | 3 – 6 | Estados Unidos | Público: Árbitro: |
|                                |           |       |                |                   |

| 25 de novembro de 1992 20.30 h | Países Baixos | 1 – 6 | Brasil | Público: Árbitro: |
|                                |               |       |        |                   |

### Grupo F
| Equipe  | PT | J | V | E | D | GP | GC |
| ------- | -- | - | - | - | - | -- | -- |
| Irão    | 9  | 3 | 3 | 0 | 0 | 10 | 4  |
| Espanha | 6  | 3 | 2 | 0 | 1 | 14 | 10 |
| Bélgica | 3  | 3 | 1 | 0 | 2 | 9  | 10 |
| Polónia | 0  | 3 | 0 | 0 | 3 | 4  | 13 |

| 23 de novembro de 1992 18.30 h | Irão | 2 – 0 | Polónia | Público: Árbitro: |
|                                |      |       |         |                   |

| 23 de novembro de 1992 20.30 h | Espanha | 5 – 3 | Bélgica | Público: Árbitro: |
|                                |         |       |         |                   |

| 24 de novembro de 1992 18.30 h | Irão | 4 – 2 | Espanha | Público: Árbitro: |
|                                |      |       |         |                   |

| 24 de novembro de 1992 18.30 h | Polónia | 1 – 4 | Bélgica | Público: Árbitro: |
|                                |         |       |         |                   |

| 25 de novembro de 1992 18.30 h | Irão | 4 – 2 | Bélgica | Público: Árbitro: |
|                                |      |       |         |                   |

| 25 de novembro de 1992 18.30 h | Polónia | 3 – 7 | Espanha | Público: Árbitro: |
|                                |         |       |         |                   |

## Semifinais
| 27 de novembro de 1992 20.30 h | Brasil | 4 – 1 | Espanha | Público: Árbitro: |
|                                |        |       |         |                   |

| 27 de novembro de 1992 18.30 h | Irão | 2 – 4 | Estados Unidos | Público: Árbitro: |
|                                |      |       |                |                   |

## Terceiro lugar
| 28 de novembro de 1992 18.30 h | Espanha | 9 – 6 | Irão | Público: Árbitro: |
|                                |         |       |      |                   |

## Final
| 28 de novembro de 1992 | Brasil                                                    | 4 – 1     | Estados Unidos  | Hong Kong Coliseum, Hung Hom, Hong Kong Público: 10.466 Árbitro: Sabino Fariña Céspedes |
| 20:30 h                | Jorginho 2' 25' · Vander Iacovino 26' · Manoel Tobias 34' | Relatório | Chico Borja 22' |                                                                                         |

| Brasil | EUA |

| BRASIL:         |    |                    |    |
|                 |    |                    |    |
| GK              | 1  | Serginho           |    |
| FIXO            | 2  | Serginho Schiochet |    |
| ALA             | 3  | Manoel Tobias      | 3' |
| ALA             | 4  | Edinho             |    |
| ALA             | 5  | Chiquinho          |    |
| ALA             | 6  | Fininho            |    |
| FIXO            | 7  | Morillo            |    |
| ALA             | 8  | Rogério Motta      |    |
| ALA             | 9  | Jorginho           |    |
| PIVÔ            | 11 | Ortiz              |    |
| PIVÔ            | 12 | Vander Iacovino    |    |
| Não Utilizados: |    |                    |    |
| GK              | 8  | Mazureik           |    |
| Técnico:        |    |                    |    |
| Takão           |    |                    |    |

| ESTADOS UNIDOS: |    |                        |    |
|                 |    |                        |    |
| GK              | 1  | Victor Manuel Nogueira |    |
| FIXO            | 2  | George Fernandez       |    |
| ALA             | 3  | Andy Schmetzer         | 3' |
| ALA             | 4  | Jeff Agoos             |    |
| ALA             | 5  | Michael Windischmann   |    |
| ALA             | 6  | Chico Borja            |    |
| FIXO            | 7  | Jim Gabarra            |    |
| ALA             | 8  | Fernando Clavijo       |    |
| ALA             | 9  | Ted Eck                |    |
| Não Utilizados: |    |                        |    |
| GK              | 10 | Terry Woodberry        |    |
| PIVÔ            | 11 | Dale Ervine            |    |
| PIVÔ            | 12 | Philip Johns           |    |
| Técnico:        |    |                        |    |
| John Kowalski   |    |                        |    |

| - Segundo Árbitro Jorge Cantillano Castro - Marcador de tempo Václav Krondl |

## Premiação
| Vencedor         |                |
| ---------------- | -------------- |
| BRASIL Bicampeão |                |
| Vice-campeão     | Estados Unidos |
| 3º lugar         | Espanha        |
| 4º lugar         | Irão           |